# ハウスメーカー
ハウスメーカーは、日本国内全域または広範囲の規模で展開する住宅建設会社に対する呼称であるが、正式な定義はない。住宅メーカーなどとも呼称される。8社会と呼ばれる組織に所属する企業（積水ハウス、セキスイハイム（積水化学工業）、大和ハウス工業、パナソニック ホームズ、ヘーベルハウス（旭化成ホームズ）、ミサワホーム、住友林業、三井ホーム）を指すこともあれば、8社の他に新興メーカーである一条工務店やタマホーム 等を含めて指している場合もある。
ハウスメーカーに類似するものとして、単独または少数の都道府県内で展開する住宅建設会社を「ハウスビルダー」と呼んだり、フランチャイズ展開している企業グループを「フランチャイズ系ハウスメーカー」と呼んだりするが、定義が曖昧なため、それぞれの企業では自社を指して「ハウスメーカー」と称していることが多い。

## 概要
日本において、戸建の家を建てる際の依頼先の選択肢の一つで、大手住宅ハウスメーカーを指す場合が多い。1960年代から広告・宣伝に多額の費用を費やし、テレビやラジオのCM、新聞折り込みチラシの配付のほか、販売方式の特徴の一つである住宅展示場における自社製品の展示が宣伝の一環である。
現状として、新築住宅に占めるプレハブ住宅のシェアは2割に満たない状況であり、多くの一般住宅は主に大工や工務店といった地場の施工者によって建てられている。これらの多くは地域密着であり、広域展開をしている中規模施工者を除き、営業手法としても住宅展示場にモデルハウスを展示することはほとんど見られない。また、住設機器なども直接メーカーから仕入れるのではなく、各住設機器メーカーの販売会社などを中間に経由している。
一方、ハウスメーカーは複数の都道府県または全国各地に営業拠点を持ち、各地の住宅展示場に自社製品をモデルハウスとして展示しているケースがほとんどである。地方の工務店が徐々に規模を大きくしてハウスメーカーと呼ばれるようになったケースもあれば、化学メーカー・電器メーカーや自動車メーカー、財閥系企業などの一部門として設立されたケース、最初から住宅を工場生産することを目的に「住宅メーカー」として設立されたケースなど、各社の成り立ちは千差万別である。
予め工場で部材を加工した上で、現場に搬入して家を建てる、プレカット、ツーバイフォー工法、プレハブ工法、ユニット工法などと呼ばれる工法を多用しているのが特徴である。住設機器などを大量に仕入れたり、モジュールなどが規格化された大量生産品をそのまま使用することで、工事コストを下げている。また、近年では系列電器店と提携して、新築やリフォームを手がける企業も出現している。

## 特徴
ハウスメーカーの特徴は、自前で生産設備を有し、一部の建材を大量生産を行うその「規模の大きさ」であり、メリット・デメリットともに規模の大きさに起因するものとなっている。

### メリット
- （プレハブ工法・ユニット工法などの場合）工期が比較的短い。
- （プレハブ工法・ユニット工法などの場合）ある程度 基幹となる部材を工場で生産するため、一定の品質が保たれる。

### デメリット
- ハウスメーカーは、各住宅展示場のモデルハウス維持管理費用、テレビ等の広告宣伝費用が建築価格に反映され、各種オプションを追加することで結果的に割高となる。
- 人事異動・退職などで担当者が変わりやすい。営業マンは出入りが激しいため、竣工後の対応に不安がある。
- 独立した地域の施工会社に委託している（フランチャイズ）場合、施工品質が地域によって変わるおそれがある。実際の施工は、多くは小さな代理店任せ（前述の地場工務店などが兼務する場合が多い）である。
- 一部のハウスメーカーは豪雪地帯に対応できない。また、四国や九州南部が営業エリアから外れているハウスメーカーも少なくない。

## ハウスメーカーの競合相手
日本において住宅を新築する場合、ハウスメーカーの他にも請負先が存在する。
- 地元の大工などの経営する個人、または法人の地場工務店やパワービルダー。

ハウスメーカーも含めたこれら3者によって作られてきた日本の住宅であるが、高度経済成長期からの「質より量」を重視した供給により、頻繁な建替（日本における住宅の平均寿命は約27年）による環境負荷、日本全国どこに行っても同じような家屋が並ぶ画一的な街並みを呈しているという地域景観への影響、伝統的な日本建築の職人の減少による技術の断絶の危険性など様々な問題が指摘されるようになってきた。
そのため、国土交通省では住生活基本法の制定や、長期優良住宅制度（いわゆる「200年住宅」）の施行など、「量より質」を重視した住宅政策に転換し始めている。

### 地場工務店
地場工務店は、経営者の建築に対するポリシーの違いや技術のばらつきの大きさが如実であるが、中にはその地方特有の気候、地質、生活習慣などを知悉し、その利点を活かした住宅建築を行っている工務店が存在する。主に地方などで周囲の景観に考慮した伝統的日本建築を本格的に手がけるには、こうした地場工務店や、棟梁に依頼することがほとんどである。

### 建築設計事務所
ハウスメーカーに依頼しても、地場工務店に依頼しても建築設計事務所によって設計業務が成される。大手メーカーは自社内に建築士を抱え建築設計事務所を持っている。建築設計事務所以外のものが業務を行うのは違法であり一年以下の懲役または百万円以下の罰金に処される。

## 主なメーカー

### 住宅生産振興財団の会員企業

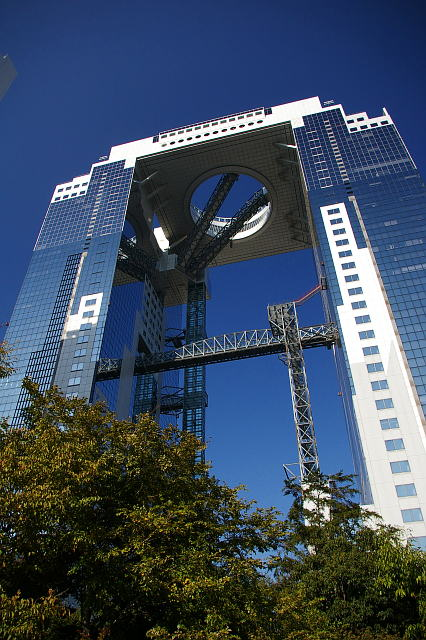
積水ハウスの本社がある梅田スカイビル

- 積水ハウス
- 大和ハウス工業
- 積水化学工業（セキスイハイム）
- ミサワホーム
- 住友林業
- 旭化成ホームズ（ヘーベルハウス）
- パナソニック ホームズ（旧パナホーム）
- トヨタホーム
- 三井ホーム
- スウェーデンハウス

### 上記以外で営業エリアが国内広域にわたる住宅メーカー（フランチャイズ系を除く）
- ヤマダホールディングス住宅事業（ヤマダホームズ、レオハウス、ヒノキヤグループ）
- サンヨーホームズ
- 一条工務店
- タマホーム
- アキュラホーム